# Chincoteague (Virginia)
Chincoteague (IPA: /ˌʃɪŋkəˈtiːɡ/ oder /ˈʃɪŋkətiːɡ/) ist eine US-amerikanische Kleinstadt auf der Insel Chincoteague Island im Landkreis Accomack County, Virginia auf der Delmarva-Halbinsel. Chincoteague ist ein Lehnwort aus den Algonkin-Sprachen.
Das U.S. Census Bureau hat bei der Volkszählung 2020 eine Einwohnerzahl von 3.344 ermittelt. Die Fläche der Ortschaft beträgt 96,0 km². Nach dem Ort sind die Assateague-Ponys (Chincoteague Ponys) benannt, die auf Assateague Island leben. Die Insel Chincoteague Island hat eine Fläche von 55,4 km².
Nahe der Stadt befand sich die Naval Auxiliary Air Station (NAAS) Chincoteague, Teil davon war die Naval Aviation Ordnance Test Station (NAOTS), auf der verschiedene Waffensysteme und Raketen entwickelt und getestet wurden.